# Sportivnaja (stanice metra v Moskvě)
Sportivnaja (rusky Спорти́вная) je stanice moskevského metra na Sokolničeské lince. Rozkládá se nedaleko blízkého komplexu sportovišť na sídlišti Lužniki.

## Charakter stanice
Stanice se nachází v jižní částí Sokolničeské linky, je to hluboko založená, ražená, trojlodní podzemní stanice 42 m hluboko pod povrchem. Jednotlivé lodě podpírají masivní pilíře, umístěné mezi jednotlivými prostupy.
Stanice má dva výstupy vyvedené po eskalátorech každý do svého vestibulu. Severní vestibul je povrchový, jižní pak také; navíc je několikapatrový a v jeho vyšších patrech je volně přístupná stálá expozice týkající se historie moskevského metra.
Obklad stanice tvoří dlaždice v bílé barvě (stěny za nástupištěm a na nástupišti), světlý mramor (pilíře) a šedá žula (podlaha).
Nedaleko stanice se připojuje k tunelům linky další, který je často označován jako tunel tzv. tajného metra (Metro-2), které vzniklo v časech SSSR a má sloužit v případech napadení státu pro evakuaci vlády a civilního obyvatelstva. Je to jediné místo v Moskvě, kde údajně jsou oba systémy metra takto propojené.
V provozu je Sportivnaja již od 1. května 1957 (v prostoru stanice se nachází pamětní deska).